# Jan Laštůvka
Jan Laštůvka (sinh ngày 7 tháng 7 năm 1982) là một cầu thủ bóng đá chuyên nghiệp người Séc thi đấu ở vị trí thủ môn cho câu lạc bộ Baník Ostrava của Séc. Anh từng có quãng thời gian chơi bóng cho mượn tại các đội bóng của Anh như Fulham và West Ham United. Anh còn là tuyển thủ của tuyển quốc gia Cộng hòa Séc.

## Sự nghiệp
Laštůvka sinh ra tại Havířov. Anh khởi nghiệp chơi bóng tại câu lạc bộ FC Karviná của Séc và chuyển đi vào tháng 11 năm 2000 tới FC Baník Ostrava trong 4 năm. Năm 2003, anh đoạt giải Tài năng của năm tại lễ trao giải Cầu thủ bóng đá Séc của năm. Anh giành chức vô địch quốc gia Séc trong màu áo Baník ở mùa giải 2003–04.

### Shakhtar Donetsk
Điểm dừng chân kế tiếp trong sự nghiệp của anh là Shakhtar Donetsk - đội bóng hàng đầu của Ukraina. Anh đã thi đấu một số trận tại Champions League và Cúp UEFA trong thời gian này.

### Fulham
Anh gia nhập Fulham vào ngày 31 tháng 8 năm 2006, ngay trước khi khép lại thị trường chuyển nhượng. Anh có trận ra mứt Fulham vào ngày 2 tháng 12 năm 2006 trong trận thua 2–0 trước Blackburn Rovers.
Ngày 1 tháng 1 năm 2007, anh vào sân thay người ở hiệp hai nhằm thay cho thủ môn Antti Niemi bị dính chấn thương trong trận đối đầu Watford, suốt trận đó các cổ động viên của Fulham đã reo hò mỗi khi anh sút bóng hoặc cản phá, vì họ lo sợ anh ấy sẽ mắc sai lầm và phải trả giá bằng cả trận. Cuối cùng đội hòa 0–0. Anh rời Fulham vào tháng 5 năm 2007 để trở lại câu lạc bộ chủ quản.

### VfL Bochum
Các quy định của giải Ngoại hạng Ukraina yêu cầu mỗi đội phải có ít nhất 4 cầu thủ nội địa ở mỗi trận, vì thế Shakhtar đem Laštůvka đi mượn ở câu lạc bộ VfL Bochum của Đức cho đến hết mùa giải 2007–08 nhằm thay thế cho cầu thủ đồng hương Jaroslav Drobný, người rời Bochum để đầu quân cho Hertha BSC Berlin.
Laštůvka là lựa chọn số một trong khung gỗ ở đầu mùa giải, nhưng sau một vài trận mắc sai lầm vị trí của anh bị đe dọa bởi các thủ môn dự. Sau khi dính chấn thương, thủ môn lựa chọn số 3 René Renno đã chiếm lấy suất của anh. Renno khởi đầu khá tốt nhưng mắc vài sai sót trước kì nghỉ đông, vì thế huấn luyện viên Marcel Koller tuyên bố rằng cả ba thủ môn (Laštůvka, Renno and Philipp Heerwagen) đều bắt đầu từ con số 0 để chuẩn bị cho nửa sau của mùa giải. Sau khi hết kì nghỉ đông Laštůvka trở thành thủ môn số một lần nữa và khởi đầu với trận đấu cực hay vớitWerder Bremen, được vinh danh bằng một đề cử giải "Đội hình của ngày" do chuyên trang tạp chí hàng đầu của Đức là kicker trao tặng. Ở cuối mùa giải Bochum hứng thú với việc ký hợp đồng cùng anh, nhưng do mức phí đưa ra để có anh là 4 triệu euro, họ đã quyết định chọn ứng viên thay thế là thủ môn Daniel Fernandes từ PAOK F.C. instead.

### West Ham United
Ngày 3 tháng 8 năm 2008 Laštůvka ký hợp đồng với West Ham theo một thỏa thuận cho mượn dài một năm. Anh có trận ra mắt West Ham United trong một trận đấu ở vòng 3 của Cúp Liên đoàn bóng đá Anh - thất bại trên sân khách của Watford vào ngày 23 tháng 9 năm. Ngày 26 tháng 5 năm 2009, có thông tin cho hay Laštůvka đã trở về đội chủ quản Shakhtar Donetsk, với chỉ vỏn vẹn một lần đá cho West Ham.

### Dnipro
Ngày 4 tháng 8 năm 2009, Laštůvka ký hợp đồng dài 3 năm với đội bóng FC Dnipro Dnipropetrovsk của Ukraina với mức phí 3 triệu euro. Mùa hè năm 2016, anh chính thức rời Dnipro Dnipropetrovsk.

### Giải vô địch quốc gia Séc
Anh tái gia nhập đội bóng mới lên hạng MFK Karviná tại Giải vô địch quốc gia Séc dưới dạng chuyển nhượng tự do vào năm 2016. Một năm sau, anh chuyển đến câu lạc bộ SK Slavia Prague dưới dạng chuyển nhượng tự do để thay thế Jiří Pavlenka sang chơi bóng ở Bundesliga. Nửa năm sau Laštůvka chuyển về câu lạc bộ cũ Baník Ostrava.

## Sự nghiệp cấp đội tuyển
Laštůvka được triệu tập lên đội tuyển bóng đá quốc gia Cộng hòa Séc lần đầu tiên vào tháng 5 năm 2010. Anh có trận bắt chính đầu tiên tại Hampden Park gặp Scotland tại vòng sơ loại Giải vô địch bóng đá châu Âu 2012 vào ngày 3 tháng 9 năm 2011. Anh cũng nằm trong thành phần tuyển Séc dự trận tứ kết của giải trước khi bị đội bị Bồ Đào Nha loại, nhưng không được ra sân phút nào vì Petr Čech đều là người được chọn trong khung gỗ ở tất cả các trận của giải.

## Danh hiệu
Baník Ostrava
- Giải vô địch quốc gia Séc: 2003–04

Shakhtar Donetsk
- Giải Ngoại hạng Ukraina (2): 2004–05, 2005–06

Dnipro Dnipropetrovsk
- UEFA Europa League (1): á quân 2014–15